# What It Is (Jonathan Davis)
What It Is è un singolo del cantante statunitense Jonathan Davis, pubblicato il 26 gennaio 2018 come primo estratto dal primo album in studio Black Labyrinth.

## Tracce
Testi e musiche di Jonathan Davis, Lauren Christy e Gary Clark.
1. What It Is – 3:54

## Formazione
Musicisti
- Jonathan Davis – voce
- Wes Borland – chitarra
- Zac Baird – tastiera
- Ray Luzier – batteria
- Shenkar – violino, voce aggiuntiva

Produzione
- Jonathan Davis – produzione
- Jim "Bud" Monti – registrazione
- Tiago Nunez – produzione aggiuntiva
- Josh Wilbur – missaggio
- Kyle McAulay – assistenza al missaggio
- Vlado Meller – mastering

## Classifiche
| Classifica (2018)             | Posizione massima |
| ----------------------------- | ----------------- |
| Stati Uniti (mainstream rock) | 5                 |
| Stati Uniti (rock)            | 47                |
| Stati Uniti (rock airplay)    | 21                |